# Tipuani
Tipuani es una localidad y municipio de Bolivia, ubicado región subandina de la  provincia de Larecaja del departamento de La Paz.
Se encuentra ubicado a 275 kilómetros de la ciudad de La Paz, capital del departamento, y se halla a 520 metros sobre el nivel del mar. Según el censo nacional de 2012, el municipio de Tipuani cuenta con una población de 9985 habitantes. El municipio posee una extensión superficial de 452 km² y una densidad de población de 22,09 hab/km² (habitante por kilómetro cuadrado).
La actividad económica del municipio, al igual que las poblaciones cercanas, tiene una importante actividad minera convencional en la extracción de oro, el cual está organizado alrededor de cooperativas, regidas por una federación, la cual estratifica a los responsables de los centros mineros y trabajadores voluntarios. Es importante la producción de cítricos, tubérculos y arroz que abastece el mercado local. Últimamente proliferó la plantación de coca.
La localidad es una población cabecera de jurisdicción municipal que alberga en su conjunto una población con densidad media, con un flujo constante de habitantes entre sus poblaciones satélites (Chima, Chuquini, Unutuluni y demás). Es una localidad que está constituida étnicamente en su mayoría por mestizos procedentes de todos los lugares del país en su mayoría aymaras y una pequeña parte procedentes del departamento de Chuquisaca.

## Historia
En enero de 2024 se presentaron lluvias fuertes en la región de los Yungas, donde se inundó el pueblo de Tipuani, debido a la subida del río Tipuani. En total se reportaron 600 familias afectadas y entre 50 y 60 viviendas damnificadas, además de dos fallecidos.

## Transporte
Tipuani se ubica a unos 270 kilómetros por carretera al norte de La Paz, sede de gobierno de Bolivia.
Desde La Paz, la Ruta 3, parcialmente asfaltada, conduce al noreste durante 160 kilómetros a través de Cotapata hasta Caranavi, desde donde se bifurca la Ruta 25, que no está pavimentada, que después de 70 km llega a Guanay y continúa hasta Mapiri y Apolo. Desde Guanay, un viaje de tres horas por caminos de tierra conducen al suroeste a lo largo del río Tipuani hasta el pueblo de Tipuani.

## Demografía
De acuerdo con el censo boliviano de 2024, la población del municipio de Tipuani es de 7 640 habitantes.
La población del municipio ha disminuido casi a la mitad entre 1992 y 2024:
| Año  | Habitantes (municipio) | Habitantes (localidad) | Fuente                  |
| ---- | ---------------------- | ---------------------- | ----------------------- |
| 1992 | 13 708                 | 4 365                  | Censo boliviano de 1992 |
| 2001 | 9 321                  | 2 563                  | Censo boliviano de 2001 |
| 2012 | 9 985                  | 2 456                  | Censo boliviano de 2012 |
| 2024 | 7 640                  |                        | Censo boliviano de 2024 |